# Triazavirin
Triazavirin (TZV) là một loại thuốc chống vi rút phổ rộng được phát triển ở Nga thông qua nỗ lực chung của Đại học Liên bang Ural, Viện Hàn lâm Khoa học Nga, Trung tâm Công nghệ sinh học Ural và Dược phẩm Medsintez. Nó có cấu trúc cơ sở azoloazine, đại diện cho một lớp cấu trúc mới của thuốc chống vi rút không nucleoside. Ban đầu nó được phát triển như một phương pháp điều trị tiềm năng cho các chủng cúm đại dịch như H5N1 và hầu hết các xét nghiệm đã được thực hiện đều tập trung vào hoạt động chống cúm của nó. Tuy nhiên, triazavirin cũng đã được phát hiện có hoạt tính kháng vi-rút chống lại một số loại vi-rút khác bao gồm TBEV, và cũng đang được điều tra về ứng dụng tiềm năng chống lại bệnh sốt Lass và bệnh do vi-rút Ebola.